# Schleswig-Holsteinisches Landestheater und Sinfonieorchester

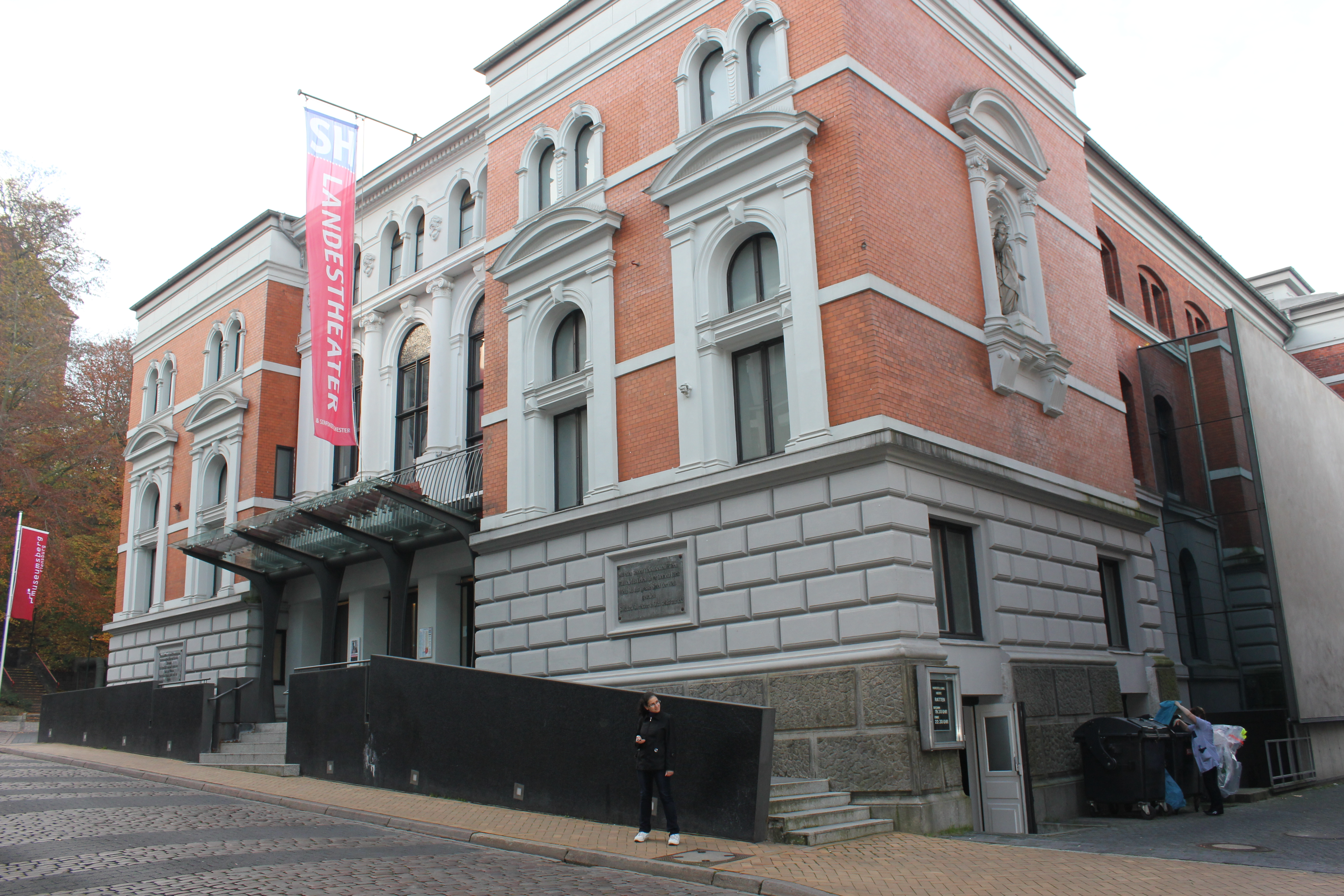
Spielstätte in Flensburg

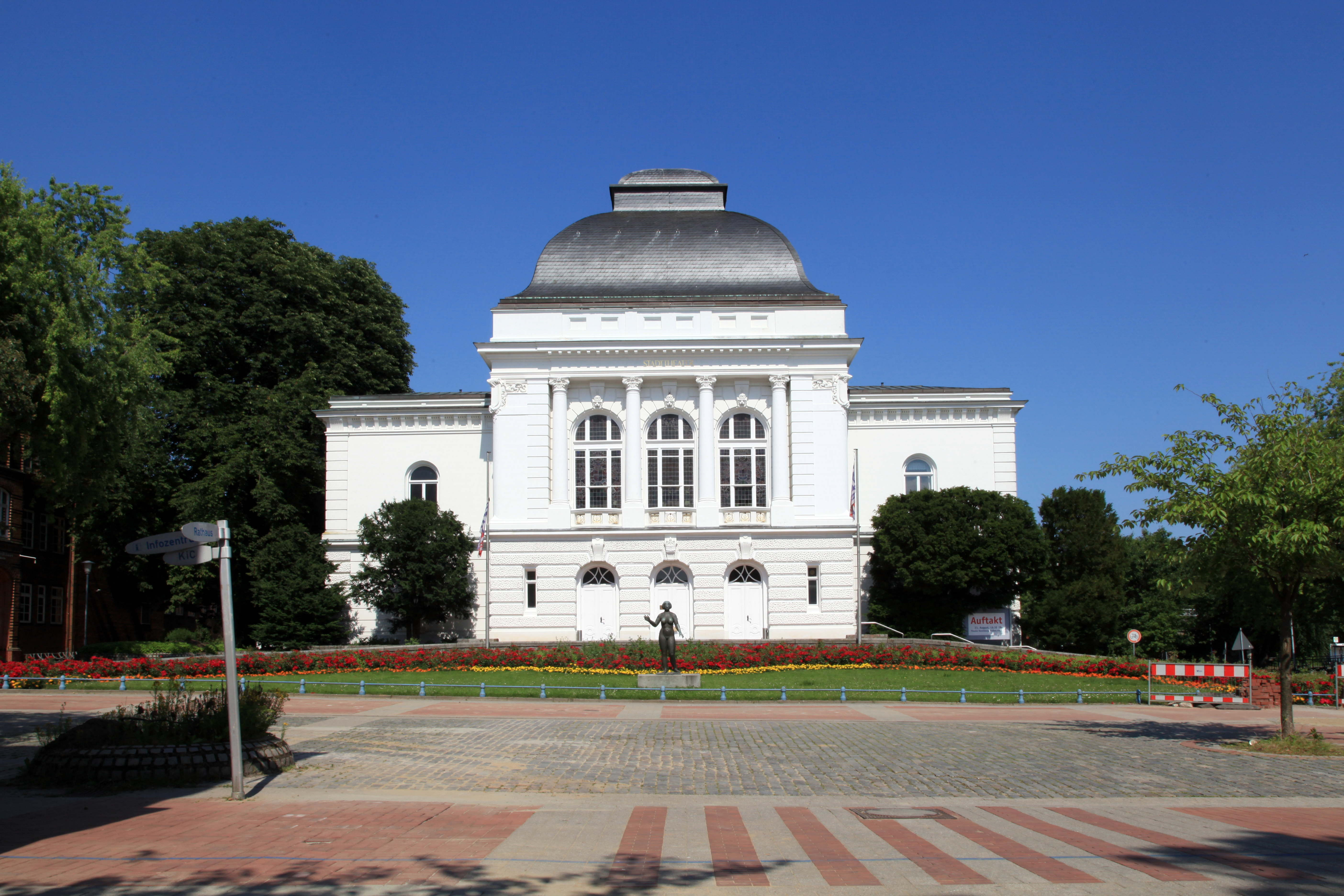
Spielstätte in Rendsburg

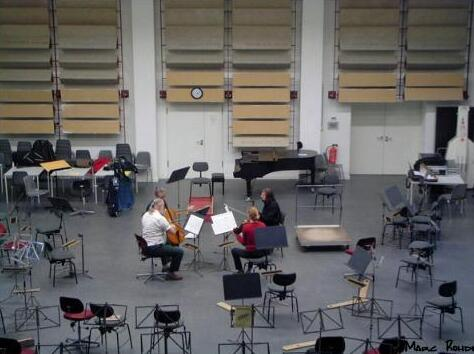
Musiker des Schleswig-Holsteinischen Sinfonieorchesters bei einer Probe in Flensburg

Die Schleswig-Holsteinische Landestheater und Sinfonieorchester GmbH ist die größte Landesbühne in Deutschland und hat ihren Sitz in Rendsburg mit Spielstätten in Flensburg, Schleswig, Rendsburg, Itzehoe, Neumünster, Heide, Husum, Meldorf, Niebüll und St. Peter-Ording. Zum Programm der Bühne gehören Musiktheater, Ballett und Schauspiel sowie Kinder- und Jugendtheater (einschließlich mobiler Klassenzimmerproduktionen) und Puppentheater.
Wegen einer drohenden Insolvenz in den nächsten Jahren wurde die Institution im Februar 2014 in die Rote Liste Kultur des Deutschen Kulturrates aufgenommen und in die Kategorie 2 (gefährdet) eingestuft. Mittlerweile ist die drohende Insolvenz jedoch abgewendet. Dies gelang zum einen durch Sparmaßnahmen wie z. B. die Zusammenlegung der Schauspiel-Produktionsstätten und den Umzug der Generalintendanz und Zentralverwaltung von Schleswig nach Rendsburg, zum anderen durch gesteigerte Einnahmen. Eigenkapital der GmbH und Finanzierungszusagen durch die Gesellschafter weisen auf eine gesicherte Zukunft in den nächsten Jahren hin.

## Beschreibung
19 Städte, Kreise und Gemeinden halten Anteile am Stammkapital. Anders als bei den weiteren Landesbühnen garantieren sie dem Schleswig-Holsteinischen Landestheater die Zahl der Vorstellungen. Geschäftsführerin und Generalintendantin ist seit 1. August 2020 Ute Lemm.
Ein Schwerpunkt des Theaters ist das zeitgenössische Schaffen im Musiktheater wie auch im Schauspiel. Uraufführungen, Auftragswerke und Autorenstipendien gehören zum festen Bestandteil der Bühne. In den letzten Jahren wurde das Kinder- und Jugendtheater ausgebaut und ein Puppentheater neu hinzugenommen. Zusätzlich wurde eine neue Ballettcompagnie ins Leben gerufen, die mit klassischem Programm oder Choreografien zu Rockmusik Akzente setzte.
Das Schleswig-Holsteinische Landestheater und Sinfonieorchester hat ca. 380 Beschäftigte, darunter im künstlerischen Bereich ca. 180, die im Regelfall für rund 700 Vorstellungen pro Spielzeit sorgen. Coronabedingt musste in der Spielzeit 2019/2020 Mitte März 2020 abrupt der Proben-, Produktions- und Vorstellungsbetrieb eingestellt werden. In der Spielzeit 2020/2021 wurde der Spielbetrieb mit deutlichen Einschränkungen aufgrund geltender Hygiene- und Abstandsregeln wieder aufgenommen. Seit Mitte der Spielzeit 2021/2022 – die ohne Unterbrechungen wie geplant stattfinden konnte – werden auch wieder Abonnementvorstellungen gespielt.

## Geschichte
Schon im Jahr 1900 hatte es in der Provinz Schleswig-Holstein auf Grund eines Erlasses des schleswigschen Regierungspräsidenten Bestrebungen zu einem Städtebundtheater Schleswig-Rendsburg-Husum gegeben. Der Plan zerschlug sich an der Weigerung Schleswigs. Erst nach über 40 Jahren wurde aus dem Plan Wirklichkeit.
Hermann Wagner und Paul Jaenicke hatten sich nach Ende des Zweiten Weltkriegs zusammengeschlossen und im St. Pauli Theater, das um diese Zeit noch keine eigenen Vorstellungen gab, zu spielen begonnen. Sie waren nun von Hamburg aus auf der Suche nach neuen Spielmöglichkeiten. Über Neumünster kamen sie nach Rendsburg, wo das Theater beschlagnahmt war und von einem englischen Betreuungsoffizier verwaltet wurde. Unter dem Namen „Städtebundtheater“ gaben die beiden im Dezember 1945 ihre erste Vorstellung.
Nachdem die Engländer sich aus dem Haus zurückgezogen hatten, kam ein Vertrag mit der Stadt Rendsburg zustande. Aus dem Privatunternehmen wurde eine GmbH. Neumünster, der Kreis Rendsburg, die Stadt Rendsburg und Paul Jaenicke steuerten jeweils 20000 Mark bei. Der Erfolg war außerordentlich – bis der Währungsschnitt dem Ganzen ein Ende setzte. So wurde dieses „Städtebundtheater“ 1949 wegen finanzieller Schwierigkeiten aufgelöst.
Noch im selben Jahr entstand die Landesbühne Schleswig-Holstein, wieder unter der Verantwortung Rendsburgs. Neumünster und der Kreis Rendsburg waren weitere Gesellschafter. Die Landesbühne arbeitete 25 Jahre unter den Intendanten Wulf Leisner, Joachim v. Groeling, Hans-Walther Deppisch und Hans Thoenies.
Dann erreichten zu Beginn der 1970er Jahre die zu zahlenden Subventionen eine Höhe, welche die Stadt Rendsburg nicht mehr tragen konnte. Am 3. Juni 1974 wurde daraufhin der Vertrag geschlossen, der den Grundstein für die heutige Schleswig-Holsteinische Landestheater und Sinfonieorchester GmbH legte, verbunden mit einem Sinfonieorchester. Gesellschafter waren insgesamt 20 Städte und Kreise. Standorte waren und sind noch immer Flensburg, Schleswig und Rendsburg. Das Musiktheater einschließlich des Orchesters hat seinen Sitz in Flensburg, das Schauspiel wurde Schleswig und Rendsburg zugeteilt, die Verwaltungszentrale befand sich in Schleswig. Generalintendant und alleinzeichnungsberechtigter Geschäftsführer wurde Horst Mesalla. Ihm folgten als Generalintendanten und Geschäftsführer von 2000 bis 2010 Michael Grosse, und von 2010 bis 2020 Peter Grisebach.
Bereits Ende der 1960er Jahre überlegten die Städte Flensburg, Rendsburg und Schleswig, die Theaterarbeit in ihren Spielstätten zu rationalisieren, um die Kosten aufzufangen. Nachdem die Landesregierung angekündigt hatte, ihre Zuschüsse für die Theater einzufrieren, kam es 1971 erstmals zu grundsätzlichen Gesprächen über ein vereinigtes Landestheater. Als Ergebnis der Gespräche kam es dann 1974 zur Zusammenfassung der drei bis dahin selbstständigen Theater (mit auch drei Orchestern) in Flensburg, Rendsburg und Schleswig. Flensburg wurde zum Sitz und Probenort des Orchesters, des Balletts und des Musiktheaters, während Intendanz, Verwaltung und Dramaturgie sowie ein Teil des Schauspiels in Schleswig untergebracht sind. Damit wurden beide Städte die Standorte für neue Produktionen. Der Oberspielleiter und der andere Teil des Schauspiels fanden in Rendsburg ihre Heimat. Im Jahr 2016 zogen die Intendanz, Verwaltung und Dramaturgie nach Rendsburg. Die Schauspielproduktion findet seitdem nur noch in Rendsburg statt.
Im Schauspielensemble kam es im Frühsommer 2019 zu erheblichen Protesten gegen die Personalie des künftigen Schauspieldirektors, Rolf Petersen, der 2020/21 seinen Posten antreten sollte.

## Drohende Insolvenz
Trotz hoher Eigeneinnahmen war das Schleswig-Holsteinische Landestheater im Jahr 2010 stärker denn je von der Insolvenz bedroht. Hohe Personalkosten und gesunkene Zuschauerzahlen führten zu einem Loch in der Kasse, welches nicht durch das Land Schleswig-Holstein gedeckt wurde. Die Landesregierung von Schleswig-Holstein erklärte hierzu, dass ein neues Konzept für das Weiterbestehen des Theaters erarbeitet werden müsse.
Bedingt durch die Entziehung der Betriebsgenehmigung des Theaters Schleswig wegen akuter Einsturzgefahr im Juni 2011 verschlechterte sich die Misere nochmals. Die Stadt Schleswig entschied im Jahr 2016, dass ein Theaterneubau an das bestehende Kulturhaus „Heimat“ im Stadtteil „Auf der Freiheit“ gebaut werden soll. Auf 9,5 Millionen Euro veranschlagt die Stadt Schleswig die Gesamtkosten für den Neubau des Theatergebäudes, das an den Standort der „Heimat“ in Schleswig angeschlossen und von der vorhandenen Infrastruktur profitieren wird. Am 28. Februar 2017 wurde in der Kieler Staatskanzlei ein „Letter of Intent“ unterzeichnet, in dem die Landesförderung für eine Spielstätte des Landestheaters in Schleswig mit 2,5 Millionen Euro vereinbart wurde. Neben der Beteiligung durch das Land werden von der Stadt über den Grundstückskauf und Planungskosten fünf Millionen Euro in das Bauvorhaben investiert, zusätzlich zu der Finanzierungszusage vom Land haben die kommunalen Landesverbände eine Finanzierungszusage in Höhe von zwei Millionen Euro getätigt. Die Finanzierungszusagen des Landes sind an die Bedingung geknüpft, dass die Zukunft des Landestheaters in seiner derzeitigen Struktur mittelfristig durch die Beiträge der Theater-Gesellschafter gesichert ist. Mit der Unterzeichnung des geänderten Gesellschaftervertrags am 3. August 2017 durch Vertreter von 15 Kommunen in Rendsburg wurde die Basis für den weiteren Aufschwung gelegt und die Bedingung des Landes erfüllt.